# René Prêtre

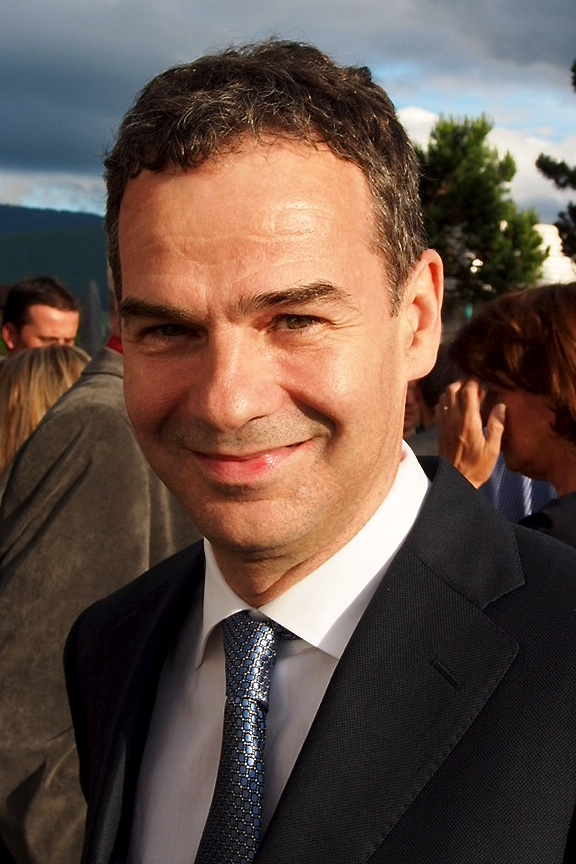
René Prêtre (2012)

René Prêtre (* 30. Januar 1957 in Boncourt) ist ein Schweizer Herzchirurg. Er war Schweizer des Jahres 2009.

## Leben
Prêtre wuchs zusammen mit sechs Geschwistern auf einem Bauernhof in Boncourt auf. Er studierte an der Universität Genf Medizin. 1988 erlangte er den Facharzttitel in Allgemeiner Chirurgie. Nach dem Studium zog er nach New York, wo er Opfer von Gewaltverbrechen und Unfällen operierte. Er arbeitete in Kliniken in England, Deutschland und Frankreich. Von 2001 bis Ende Juni 2012 war Prêtre Chefarzt der Kinderherzchirurgie am Kinderspital Zürich, von 2004 bis Ende Juli 2012 Professor an der Universität Zürich. Seine Nachfolge trat Michael Hübler an. Seit August 2012 ist er Professor und Klinikdirektor der Herz- und Gefäßchirurgie für Erwachsene und Kinder am Universitätsspital Lausanne und Professor an der Universität Lausanne.
2007 gründete er die Stiftung «Le petit cœur», die in Mosambik tätig ist. Einmal im Jahr fliegt er mit seinem Team für zwei Wochen nach Maputo, um dort Kinder und Jugendliche zu operieren, die ohne diesen Einsatz keine Überlebenschance hätten.
Prêtre ist geschieden und hat zwei erwachsene Töchter und zwei Enkel. Ende 2020 wurde er Vater eines Sohnes.

## Auszeichnungen
Im Januar 2010 wurde René Prêtre zum Schweizer des Jahres 2009 gewählt. Gleichzeitig wurde er in der Fernsehgala «Swiss Award» ausgezeichnet mit dem «SwissAward 2009 – Kategorie Gesellschaft» für seine unermüdliche Arbeit an den Herzen der Kleinsten als einer der renommiertesten Chirurgen der Schweiz.

## Autobiografie
- Et au centre bat le coeur. Chroniques d’un chirurgien cardiaque pédiatrique. Arthaud, Paris 2016, ISBN 978-2-08-139753-8.
  - In der Mitte schlägt das Herz. Von der großen Verantwortung für ein kleines Leben. Rowohlt, Reinbek bei Hamburg 2017, ISBN 978-3-498-05278-2.